# 潘威誌
潘威誌（1982年7月13日—），台灣足球運動員，職司守門員，目前效力於台電足球隊。
因為其身材不突出，足球路並不順逐，學生時期，為了能夠早日加入台電或大同，特從台灣體院轉學至輔仁大學，2003年入選國奧隊，最後獲得台電青睞，成為該隊球員。